# Кинг Конг (филм, 1933)
Вижте пояснителната страница за други значения на Кинг Конг.
„Кинг Конг“ (на английски: King Kong) е американски чудовищен роматичен приключенски филм от 1933 г.
Режисиран е от Мериан Купър и Ърнест Б. Шодсак, по сценарий на Джеймс Крийман и Рут Роуз, разработен по идея, замислена от Купър и Едгар Уолъс. Във филма участват Фей Рай, Робърт Армстронг и Брус Кабот. Историята разказва за огромна горила, наречена Конг, която се опитва да притежава една красива млада жена. Филмът включва стоп-моушън анимация на Уилис О'Брайън и музика от Макс Стайнър.
Премиерата на „Кинг Конг“ е в Ню Йорк на 2 март 1933 г. Отзивите са положителни и оттогава филмът е класиран от Rotten Tomatoes като четвъртия най-добър филм на ужасите на всички времена и петдесет и шестият най-голям филм за всички времена. През 1991 г. е определена за „културно, исторически и естетически значима“ от Конгресната библиотека и избран за съхранение в Националния филмов регистър. Продължение, озаглавено „Синът на Конг“, е пуснато през същата година. Следват два римейка, направени съответно през 1976 и 2005 г., и „Конг: Островът на черепа“ през 2017 г.